# Graveland
Graveland ist eine Pagan-Metal-Band aus Polen, die ihre Ursprünge jedoch im Black Metal der zweiten Welle hat und aufgrund ihrer ideologischen Ausrichtung auch dem NSBM zugeordnet wird.

## Biografie
Graveland wurde im Winter 1991 beziehungsweise 1992 als Soloprojekt von Robert „Rob Darken“ Fudali gegründet. Inspirationsquelle waren zunächst Emperor und Bathory. In dieser Zeit entstanden die ersten Demos Necromanteion und Drunemeton. 1993 schloss sich Capricornus als „permanenter Session-Schlagzeuger“ der Band an. Im selben Jahr wurde dann das erste gemeinsame Demo In the Glare of Burning Churches aufgenommen und veröffentlicht, dessen Titel sich affirmativ auf die durch die norwegische Black-Metal-Szene begangenen Kirchenbrandstiftungen bezieht. Vom norwegischen Inner Circle inspiriert entstand in Polen die Gruppierung The Temple of the Fullmoon, zu dessen Gründern Nergal (Behemoth), Blasphemous (Veles) und Venom (Xantotol) gehörten. Darken bezeichnete ihn als idealistischere Kopie des norwegischen Zirkels und als „einzigst [sic!] wahre satanische Organisation in Polen“. Neben den Gründern gehörten außerdem die an Graveland angeschlossene Gruppe Infernum sowie die Bands Mysteries, Fullmoon, Kohort, Perunwit, Dark Storm, Midnight und Pagan Temple an. Nach dem Bruch mit Behemoth nahm die Organisation einen Wandel zum Rechtsextremismus an.

„Zusammen können wir dieses verfluchte System zerstören – Demokratie und das Christentum!!!“

1994 schloss sich Karcharoth der Band an und mit ihm wurde noch im selben Jahr das Demo The Celtic Winter aufgenommen, welches vom Label No Colours Records als EP veröffentlicht wurde. Die damals begonnene Zusammenarbeit mit dem Label dauert noch bis heute an. Ein paar Monate später veröffentlichte das Label Eternal Devils Records das Album Carpathian Wolves.
Im gleichen Jahr erschien auch das erste Album von Karcharoths Projekt Infernum mit dem Titel …Taur-Nu-Fuin…, bei dem er von Rob Darken und Capricornus unterstützt wurde. Aufgrund rechtsextremer Inhalte auf diesem Album und im Booklet wurde die polnische Polizei auf Infernum aufmerksam und begann mit Untersuchungen. Laut Darken erlitt Karcharoth einen Nervenzusammenbruch und sagte gegen die anderen Mitglieder der Band aus, womit er Darken zufolge diesem und Capricornus „ernsthafte Probleme“ bereitete. Außerdem habe Karcharoth seine politischen Vorstellungen wöchentlich geändert und sich von der rechtsextremen Szene ab- und linken Ideen zugewandt. Er begann laut Darken mit „Anti-Graveland-Kampagnen“ und beschuldigte ihn und Xanquoreth von Fullmoon des Mordversuches an seiner Person. Im Herbst 1997 soll Karcharoth in eine psychiatrische Klinik eingeliefert worden sein Darken zufolge war er schizophren und plante, nach Norwegen zu reisen, um den Darkthrone-Schlagzeuger Fenriz zu ermorden. Karcharoth starb in der Walpurgisnacht oder am 7. Mai 2004 durch Suizid.
Im Zuge der Veröffentlichung dieses Albums bekam Graveland zunehmend Aufmerksamkeit durch größere Metal-Labels. So schloss die Band einen Vertrag mit dem österreichischen Label Lethal Records, auf dem 1995 das Album Thousand Swords erschien. Es gilt bei vielen Anhängern der Band bis heute als beste Veröffentlichung und in der Black-Metal-Szene als Klassiker.
1995 verkündete Darken gegenüber dem Ablaze: „Wir unterstützen alle Terroraktivitäten gegen das Christentum und die Demokratie! […] Lass die Judenverschwörung uns nicht zerstören! […] Der deutsche Kriegsgeist muss erwachen! Das arische Europa wird sterben, wenn wir nicht erwachen!“ Infolgedessen kündigte das Label Lethal Records der Band. Michael Piesch von Lethal Records verkündete noch in derselben Ablaze-Ausgabe: „Vollidioten wie Rob Darken (deren Vorfahren wahrscheinlich selbst Juden waren) tragen dazu bei, die gesamte Szene in ein schlechtes Licht zu rücken.“ Darken gründete daraufhin sein eigenes Label Isengard (später Eastclan), auf dem er kurz darauf Thousand Swords als MC wiederveröffentlichte. Im Begleitheft heißt es: „Isengard-Produkte sind Anti-Osmose-Nuclear-Blast-Lethal, gegen diese jüdische Business-Verschwörung.“ Ironischerweise erschien 1995 der Graveland-Titel Born for War auf Nuclear Blast Soundcheck – Series Volume 2. Auch in Interviews sprach er sich gegen Labels wie Osmose Productions und dort unter Vertrag stehende Bands wie Immortal aus und gab weiterhin offen rechtsextreme Äußerungen von sich, wie 1996 gegenüber dem Dark Philosophies: „Ich kämpfe mit den Ideen, die den heiligen arischen heidnischen Krieg gegen das Judeo-Christentum unterstützen. […] Auschwitz wartet nachwievor auf die Tage seines neuerlichen Ruhms.“ Gegenüber dem Pit magazine gab er eine Vermischung heidnischer und neonazistischer Ideologie von sich:

“Aryan race wake up! The new era of paganism and darkness is coming. Graveland will show you the way. Start the holocaust again, kill Jews and Christians. Destroy the false god of Jesus Christ! […] We chose the way of war, because we have to wage war against the sub-human races from Turkey, Africa and Rumania. Destroy Negroes and other sub-men! They destroy our traditions and culture. Europe must be cleansed from this fucking shit! Europe only for white Aryan race!”

„Arische Rasse erwache! Die neue Ära von Heidentum und Dunkelheit kommt. Graveland wird Euch den Weg zeigen. Startet  den Holocaust erneut, tötet Juden und Christen. Zerstört den falschen Gott von Jesus Christus! […] Wir wählen den Weg des Krieges, da wir Kriege gegen die untermenschlichen Rassen aus der Türkei, Afrika und Rumänien führen müssen. Zerstört Neger und andere Untermenschen! Sie zerstören unsere Traditionen und Kultur. Europa muss von dieser verdammten Scheiße gesäubert werden! Europa nur für die weiße arische Rasse!“

Graveland veröffentlichte aufgrund der Probleme mit Karcharoth und der Nachwirkungen erst wieder im Jahr 1997 neue Musik, in Form des Albums Following the Voice of Blood, welches bei den Anhängern jedoch nicht den gleichen Zuspruch erhielt wie das Thousand-Swords-Album.
Auf der 1999er-Veröffentlichung Immortal Pride war die Musik, wie Filmmusik (auf der MySpace-Seite Gravelands gab Darken die Bands Bathory, Manilla Road, In the Woods… und die Filmmusik zu Conan der Barbar als Einflüsse an), sehr viel epischer und bombastischer. Keyboards und Chöre wurden in großem Maße eingesetzt, und die Lieder wurden deutlich länger, so besteht das Immortal-Pride-Album aus nur vier Liedern, wovon zwei als Intro beziehungsweise Outro fungieren. Die anderen beiden Songs sind ihrerseits etwa 24 und 17 Minuten lang. Da Capricornus sich mit Darkens neuer musikalischer Ausrichtung nicht identifizieren konnte, verließ er Graveland und begann, sich stärker eigenen Ideen zu widmen. Das Verhältnis der beiden Musiker ist laut Capricornus jedoch weiterhin gut. Capricornus führte danach neben seinem bereits vor dem Ausstieg existierenden Label Capricornus Prod. die Soloprojekte Capricornus und Thor’s Hammer und veröffentlichte ein Magazin namens Into the Pentagram. Inzwischen hat er sich aus der Szene zurückgezogen.
Im Winter 1999/2000 schrieb Rob Darken Musik für eine Veröffentlichung mit der rechtsextremen und ebenfalls aus Polen stammenden Band Honor, welche unter dem Titel Raiders of Revenge bei Resistance Records auf CD und in Polen bei Triskelon Records auf Kassette erschien. Im Jahr 2000 erschien dann das Album Creed of Iron, welches den auf Immortal Pride eingeschlagenen Weg weiterführte. Darken arbeitete ab diesem Album ohne Capricornus am Schlagzeug weiter.
2001 erschien die Mini-CD Raise Your Sword! und 2002 das Album Memory and Destiny, wobei beide Veröffentlichungen ebenfalls sehr episch ausfielen. Mit dem Album In the Fire of Awakening von 2003 manifestierte Darken seine Form des Pagan Metal, die für Graveland typisch ist und setzte diesen Stil auch auf dem 2004er-Album Dawn of Iron Blades fort.
Im September 2008 wurden vier Graveland-Veröffentlichungen durch die Bundesprüfstelle für jugendgefährdende Medien indiziert (Liste B).
Graveland hat ein bekanntes Seitenprojekt, Lord Wind, dessen Musik Darken und No Colours Records zufolge von der Musik des Mittelalters, Folk, Dead Can Dance und der Filmmusik zu Conan der Barbar beeinflusst ist. Darken ist bzw. war neben Infernum in einige weitere Gruppen involviert, darunter die Bands Veles, Thoth und Legion.
Graveland spielte bis 2015 nicht live, kündigte aber 2015 erste Live-Auftritte an. 2015/2016 fanden sowohl lokale Auftritte als auch solche unter anderem auf dem finnischen Steelfest und dem französischen Ragnard Rock Fest statt. Am 25. Dezember 2017 trat Graveland erstmals in Deutschland auf.

## Stil
Zu Beginn spielte die Band einen sehr rohen, langsamen oder mittelschnellen, aber recht aggressiven Black-Metal-Stil mit rauem Gesang und einer vom Einsatz des Keyboards ausgehenden, dunklen Atmosphäre. Graveland spielten eine Kombination von schnellen hardcore-lastigen Riffs ähnlich denen von Discharge, welche sich mit epischen, Walzer-artigen Passagen abwechselten. Darken verwendet hier einen der Kirchenorgel nachempfundenen Keyboard-Klang, während auf späteren Werken Chor-ähnliche Keys dominieren. Die Alben Thousand Swords und Following the Voice of Blood markierten den Anfang der Entwicklung zur Pagan-Metal-Band. Diese Alben gelten als die besten von Graveland. Auf ihnen waren ein dünner, wenig verzerrter, aber trotzdem sehr roher Gitarrenklang sowie sphärische Keyboards zu finden. Als einzigartig gilt das an Pferdegalopp erinnernde Schlagzeug.
Ab 1998 setzte Darken auf starke Einflüsse aus Filmmusik und Bathorys Viking-Metal-Phase, nutzte aber weiterhin durchgängig gutturalen Gesang; lediglich auf Immortal Pride wird epischer Klargesang eingesetzt. Trotz des Stilwechsels erschien im selben Jahr eine EP mit zwei Neuaufnahmen alter Stücke im Black-Metal-Stil, aber mit Elementen aus der neuen Phase der Band. Durch den Ausstieg von Capricornus wurde die Musik zunächst statischer und langsamer, auf den beiden letzten Alben wird aber wieder schnelleres Schlagzeugspiel eingesetzt. Das Keyboardspiel späterer Alben diente als Grundlage für das Seitenprojekt Lord Wind. Der Stil von Graveland wurde mit dem von Bathory zu Zeiten ihrer Hammerheart-Ära verglichen, die Melodien auch mit denen von Emperor.

## Ideologischer Hintergrund
Die Texte Gravelands sind zwar nicht eindeutig rechtsradikal, dennoch wird Graveland zu den Gruppen der NSBM-Bewegung gezählt. Dies liegt vor allem an der Einstellung und den rechtsextremen Aussagen, die die Band immer wieder in Interviews wiedergibt, aber auch an ihrer Mitgliedschaft im NSBM-Netzwerk The Pagan Front. Darken betrachtet sich selbst als Heiden und sieht im Christentum den größten Feind für die „weißen Europäer“. Er strebt eine Rückkehr der weißen Europäer zu dem angeblichen Erbe ihrer Ahnen an. Dabei ist seine Interpretation eines Neuheidentums von Fremdenfeindlichkeit, Rassismus, Antisemitismus und Verschwörungstheorien geprägt. So spricht er sich beispielsweise ausdrücklich gegen „Rassenmischung“ aus. Auf der EP Raise Your Sword! von 2001 wird das Heidentum zur „arteigenen“, für den weißen Europäer universell und unumstößlich gültigen (Natur-)Religion erklärt: „Heidentum oder vielmehr ethnische, natürliche Glaubensvorstellungen und Religionen sind Bestandteil unserer Natur, Teil unseres rassischen Erbes.“
Darkens ehemaliger Bandkollege Capricornus vertrat ebenfalls oft rechtsextreme und rassistische Standpunkte. Darken selbst arbeitet außerdem mit rechtsextremen Plattenvertrieben und Skinhead-Bands wie Honor aus Polen zusammen. Weiterhin hat beispielsweise Hendrik Möbus von Absurd den Text zu White Hand’s Power für Graveland beigesteuert. Für ihn, wie auch für Varg Vikernes und Timothy McVeigh (durch einen Text von William Luther Pierce), finden sich Ehrbezeugungen auf der Webseite Gravelands. Als Inspiration dienen zudem die von David Eden Lane gegründeten, neonazistisch-neuheidnischen Gruppen Wotansvolk und Temple of Wotan.
Graveland steuerte Lieder zur CD The Night and the Fog – A Tribute to the National Socialist Black Metal Underground und dem dritten Teil der Reihe, The Night and the Fog Part III – Underground Heathen Hammer, bei, dennoch zählt Darken selbst seine Band nicht zum NSBM und distanzierte sich auch vom Nationalsozialismus an sich, da dieser unlogisch und gegen „das ewige Gesetz der Evolution“ sei und fordert stattdessen, dass „der weiße Mann nach Ideen suchen sollte, die besser an die heutige Realität angepasst sind“. Er möchte nicht, dass seine Band mit dem Satanismus in Verbindung gebracht wird, den er als untrennbar mit dem Black Metal verbunden sieht. Satanismus sei ein Teil der „judäo-christlichen Religion“ und als solcher „kulturfremd“; Satanisten hätten im Dritten Reich in Gaskammern ihr Ende gefunden. Die anfängliche Verbindung von Satanismus und Heidentum begründet er damit, dass er mit Leuten zusammen spielte, die Satanisten ohne Interesse am Heidentum gewesen seien; Karcharoth und Capricornus seien für satanistische Elemente in Gravelands Image verantwortlich, er selbst habe den Satanismus nie unterstützt. Diese Differenzen seien auch der Grund dafür, dass sie getrennte Wege gingen und Graveland wieder eine Ein-Mann-Band wurde. Inzwischen ist aber auch Capricornus davon abgekommen und weist darauf hin, dass in den Texten seines gleichnamigen Projekts „keine Themen wie Satan oder anderer jüdischer Scheiß erwähnt“ werden.
Die Musik der Band wurde oftmals positiv aufgenommen, ihre Einstellung allerdings hat außerhalb des rechtsextremen Flügels zu durchaus verschiedenen Reaktionen geführt. Während viele Fans an der Musik und nicht an den politischen Hintergründen interessiert sind, hat der rechtsextreme Flügel die Band positiv aufgenommen. Ein weiterer Teil der Szene ist Graveland und der gesamten NSBM-Szene sehr abgeneigt und wendet sich gegen diesen Kreis; beispielsweise dulden einige Metal-Clubs, -Festivals und -Musiker keine Besucher mit Graveland-Shirts.

## Diskografie

### Alben
- 1994: Carpathian Wolves
- 1995: Thousand Swords
- 1997: Following the Voice of Blood (indiziert am 30. September 2008[21])
- 1999: Immortal Pride (indiziert am 30. September 2008[21])
- 2000: Creed of Iron (2001 unter dem Titel Prawo Stali mit polnischen Texten wiederveröffentlicht)
- 2002: Memory and Destiny (2012 unter dem Titel Pamięć i przeznaczenie, neu gemastert und mit polnischen Texten wiederveröffentlicht)
- 2003: The Fire of Awakening
- 2004: Dawn of Iron Blades (indiziert am 28. Januar 2011[40])
- 2005: Fire Chariot of Destruction
- 2007: Will Stronger than Death
- 2009: Spears of Heaven
- 2013: Thunderbolts of the Gods
- 2021: Hour of Ragnarok

### EPs und Split-Alben
- 1999: Impaler’s Wolves (Mini-CD)
- 2000: Raiders of Revenge (Split mit Honor)
- 2001: Raise Your Sword! (Mini-CD)
- 2002: Blood of Heroes (EP)
- 2007: Eastern Hammer (Split mit Nokturnal Mortum, North und Temnozor)
- 2008: Wotan mit mir (EP)
- 2010: Cold Winter Blades (EP)
- 2010: Tribute to King of Aquilonia (Split-7"-EP mit Kreuzfeuer)
- 2012: Ogień wilczych serc (dt. ‚Feuer des Wolfsherzes‘, Split mit Biały Viteź)
- 2022: Awakening the Storms (Split mit Commander Agares, Inferna Profundus)

### Demos und Promos
- 1992: Necromanteion (Demo)
- 1992: Promo June '92
- 1992: Drunemeton (Demo)
- 1993: Epilogue (Promo)
- 1993: In the Glare of Burning Churches (Demo/CD; indiziert am 30. September 2008[21])
- 1994: The Celtic Winter (Demo/CD; indiziert am 30. September 2008[21])

### Samplerbeiträge
- 2007: Spear of Wotan auf The Night and the Fog Part III – Underground Heathen Hammer